# Little Barrie
Little Barrie ist eine englische Bluesrock-Band aus Beeston, Nottinghamshire.

## Geschichte
Die Band wurde im Jahr 2000 von Lewis Wharton, Barrie Cadogan und Wayne Fulwood gegründet. Das Debütalbum We are Little Barrie erschien im Februar 2005 bei Artemis Records. Danach verließ Wayne Fulwood die Band und wurde durch Billy Skinner ersetzt. Das zweite Album, Stand Your Ground, wurde in New York mit Dan „The Automator“ und in London mit Mike „Prince Fatty“ Pelanconi als Produzent aufgenommen und erschien am 4. Oktober 2006.
2015 veröffentlichte die Band das Better Call Saul Main Title Theme zur Fernsehserie Better Call Saul.

## Diskografie

### Alben
- 2005: We Are Little Barrie
- 2006: Stand Your Ground
- 2011: King of the Waves
- 2014: Shadow
- 2017: Death Express
- 2020: Quatermass Seven

### Singles
- 2000: Shrug off Love
- 2001: Don't Call It the Truth
- 2001: Memories Well
- 2002: Burned Out
- 2002: Long Hair
- 2005: Free Salute
- 2005: Greener Pastures
- 2006: Girls and Shoes
- 2006: Pin That Badge
- 2007: Love You
- 2007: Pay to Join

### EPs
- 2004: EP